# Seja (Satellit)
Seja (russisch Зея, englisch Zeya) war ein russischer Militärsatellit.

## Aufbau und Mission
Der Satellit mit 87 kg Startmasse wurde am 4. März 1997 in Swobodny beim dritten Flug einer konvertierten SS-25 gestartet. Neben der Erforschung von Navigations- und Steuerungstechnik diente er auch als Amateurfunksatellit RS-16. Die Ausrüstung bestand aus Kommunikationstechnik, einem GPS- und GLONASS-Empfänger und einer Laser-Retroreflektor-Anordnung. Er wurde vom russischen Hersteller ISS Reschetnjow gebaut. Sein Name wurde nach dem Fluss Seja in der Nähe des Startplatzes gewählt.
Sein Wiedereintritt erfolgte am 25. Oktober 1999.